# ペルービアン・ヘアレス・ドッグ

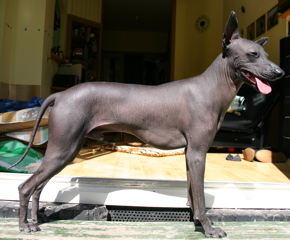
ペルービアン・ヘアレス・ドッグ

ペルービアン・ヘアレス・ドッグ（英：Peruvian Hairless Dog）とは、ペルー原産のヘアレス犬種である。ごく初期は食用犬種であったが、後に高貴な人のためのペットとして飼われるようになった。

## 歴史
かつては古代ヴァンカ族が食用犬として飼育しており、戦いの前の重要な宴の際に出される特別なご馳走として食べられていた。また、戦いが無いときでもきちんとした管理のもと、凶作や飢饉の際に食べるための非常食としても使われていた。また、大きな戦争のときにはこの犬種の頭で作った笛が吹かれ、高貴な死者とともに生贄として共に葬られることもあった。しかし、ヴァンカ族がインカ帝国に敗れると戦利品として持ち帰られて貴族用のペットとして飼育され、改良された。それにより体全体が黒っぽい本種と、体色が薄い色のペルービアン・インカ・オーキッドの2犬種に分化し、それぞれ別犬種として扱われるようになった。
かつては世界中のヘアレス犬種の根源と考えられていたが、現在はDNA検査によってその説が正しくないことが証明された。その理由の1つは、世界中（厳密に言えば中国、ペルー、メキシコ、ボリビア、エクアドル、アメリカ合衆国、アフリカなど）に広くヘアレス犬種が存在しているが、このうち現存しているものでペルーヴィアンとインカ・オーキッドに通じたDNAを持っていたのは、メキシカン・ヘアレス・ドッグしかなかったからである。ただし、現在は絶滅したとみられるエクアドルのエクアドリアン・ヘアレス・ドッグは作出に本種が使われており、ボリビアのカーラはペルーからの移民によって持ち込まれたペルーのヘアレス犬が基礎になっていることから、世界中ではなく南米大陸のヘアレス犬種の根源となっているのは間違いないと考えられている。
しかし、そのほかのヘアレス犬種とのDNAの関連性がなかったため、それらは本種は全く別の地域で独自に発展したものであると見られている。このことを証明する一例となったのは、ヘアレス犬種がもともと存在していなかったアメリカで近年作出されたアメリカン・ヘアレス・テリアである。ヘアレス犬種とは無関係であるこの犬種は、同国原産のアメリカン・ラット・テリア（ラット・テリア）の純血犬種から偶然発見された突然変異であり、無毛の個体をもとに作出されたものである。この犬種の成立によって、血統が管理された普通の有毛犬種の中から突然無毛の個体が現れ、それが繁殖することによって犬種に発展することを証明できたのだった。そのため、現在は南米の犬種以外はほとんどがそれぞれが別々に発生して発展した犬種であるとする説が有力である。ちなみに、DNA検査によって中国原産のチャイニーズ・クレステッド・ドッグとアフリカのアフリカン・サンド・ドッグが近縁であることも判明し、上記の説に対する混乱も起こっている。
ペルービアン・ヘアレス・ドッグは現在FCI公認犬種でペットやショードッグとしてのみ飼育されており、食用ではない。日本ではまだ登録されたことがないが、海外のヘアレス犬種愛好家によると最も飼育が簡単なヘアレス犬種であるともいわれている。近年は本種とインカ・オーキッドを区別しない国も存在し、2種をまとめてペルービアン・ヘアレス・ドッグと呼ぶ者もいるが、そうする国であっても2種は別のタイプであるとみなして異種交配を行わない。

## 特徴
ヘアレス犬種のため、普通は目の上の感覚毛とヒゲ以外の毛が無いが、時には頭に白っぽい長い毛が生えている個体もいる。肌はなめらかで紫がかった黒色で、日差しにかなり強い。目の色は琥珀色で体型はスリムで脚が長い。長めの立ち耳・サーベル形の垂れ尾で、マズルは長いものとやや短いものがある。サイズには3つの階級があり、L（ラージ）は体高50 - 65cm、体重12 - 25kgの大型犬で、M（ミディアム）は体高40 - 50cm、体重8 - 12kgの中型犬、S（スモール）は体高25 - 40cm、体重4 - 8kgの小型犬であるが、サイズ以外のステータスは同じである。性格は愛情深いが、見知らぬ人には警戒心が強い。
通常は毛が無いため、肌に保湿クリームなどを塗って乾燥から守ることが重要である。また、寒い日の散歩の際は服を着せないと風邪を引いてしまう。サイズによって散歩量は違うが、Lで50分、Mで40分、Sで30分くらいが適量であるとされる。なお、毛が抜けないため、イヌアレルギーを持つ人でも飼育が可能である。
全てのヘアレス犬種には一腹に1子ほど有毛の個体が生まれるが、これをパウダーパフという。ペルービアン・ヘアレス・ドッグのパウダーパフ個体は、スムースコートで全体的に毛色が白っぽい。また、通常のヘアレスのものには歯が数本から数十本足りないが、パウダーパフ個体は全ての歯が揃っている。そのため、犬質の安定を図るために繁殖には同種のパウダーパフ個体とヘアレス個体を掛け合わせるのが普通である。